# Mirko Canevaro
Mirko Canevaro (* in Alessandria) ist ein italienischer Althistoriker.

## Leben
Mirko Canevaro studierte an der Università degli Studi di Torino, wo er den BA (2006) und den MA (2008) erwarb. Zum Promotionsstudium ging er für drei Jahre an die Durham University, wo er in Classics promoviert wurde. Anschließend war er Stipendiat an der British School at Athens sowie 2012/13 Alexander von Humboldt Post-Doctoral Fellow an der Universität Mannheim. 2013 ging er als Fellow an die Universität Edinburgh und wurde dort 2017 zum Reader für griechische Geschichte ernannt.
2019 wurde er zum Mitglied der Academia Europaea gewählt. 2022 wurde Canevaro in die Royal Society of Edinburgh gewählt.

## Schriften (Auswahl)
- The documents in the Attic orators. Laws and decrees in the public speeches of the Demosthenic corpus. Oxford University Press, Oxford 2007, ISBN 0-19-966890-6.
- mit Lucio Bertelli, Mauro Moggi, Michele Curnis, Barbara Guagliumi, Paolo Accattino, Federica Pezzoli, Giuliana Besso: Aristotele: Politica IV. Introduzione, traduzione e commento. Rom 2014, ISBN 978-88-913-0661-6.
- Demostene: Contro Leptine. Introduzione, traduzione e commento storico. De Gruyter, Berlin 2016, ISBN 978-3-11-048868-5.
- mit Benjamin Gray (Hrsg.): The Hellenistic reception of Classical Athenian democracy and political thought. Oxford University Press, Oxford 2018, ISBN 978-0-19-874847-2.